# دوري كرة القاعدة الرئيسي 1997
دوري كرة القاعدة الرئيسي 1997 (بالإنجليزية: 1997 Major League Baseball season)‏ هو الموسم 95 من  دوري كرة القاعدة الرئيسي. أقيم خلال الفترة 1997 وحتى 26 أكتوبر 1997، وكان عدد الأندية المشاركة فيه  28، وفاز فيه ميامي مارلينز.